# المياه الحية القدسية (مجلة)
مجلة المياه الحيّة القدسيّة هي مجلة فلسطينيّة صدرت عام 1935 في منطقة الشّرق الأوسط في القدس. 
كانت تصدر مرّة في الشّهر باللّغتين العربيّة والانجليزيّة. محررها القس "خليل أسعد جبرائيل". تبحث المجلة في الشؤون الدينيّة، فقد تخصّصت أساسا لتفسيرات الطّقوس بالإضافة الى الخطب الاخلاقيّة، هدفها تقديم تفسيرات دينيّة للأحداث الجارية.
إلى جانب ذلك، نشرت المجلة شروحا توراتيّة مثل كتاب المزامير، المخصّص لرجال الدّين المحليّين، والأخبار المحليّة حول مسائل الدّين والإيمان في القرى والمدن في البلاد.